# Antonio Cifariello
Antonio Cifariello (ur. 19 maja 1930 w Neapolu, zm. 12 grudnia 1968 w Lusace) – włoski aktor filmowy.

## Życiorys
Po ukończeniu eksperymentalnego centrum kinematografii zadebiutował na ekranie w filmie Ich było 300 (Eran trecento, 1952). Jednak rozgłos zyskał dzięki dobrym umiejętnościom ekspresyjnym dopiero po tym, jak pojawił się jako dziennikarz w noweli Federica Felliniego Agencja małżeńska (Agenzia matrimoniale, Un) w filmie Miłość w mieście (L’amore in città, 1953). Następnie brał udział głównie w filmach lekkiego gatunku zwanego „włoską komedią”, w którym z pewną oryginalnością uosabiał typową postać tak zwanego „różowego neorealizmu”: przystojny i miły młody człowiek, powierzchowny i trochę dumny, ale w gruncie rzeczy uczciwy, wesoły i kradnący serce. Jedną ze swoich najciekawszej ról stworzył w ekranizacji powieści Vasca Pratoliniego Dziewczęta z San Frediano  (Le ragazze di San Frediano, 1953) Rossaną Podestą jako Bob, kpiący Don Juan.
W filmie Afryka pod wodą (Africa sotto i mari, 1953) z Sophią Loren pojawił się jako Pierluigi, występując tu pod pseudonimem Fabio Montale. Rolą Giuseppe Santucciego – młodego włoskiego żołnierza jadącego z frontu wschodniego na urlop do domu, któremu skradziono w Warszawie pistolet maszynowy w polskiej komedii wojennej Giuseppe w Warszawie (1964) zakończył udaną karierę aktorską i postanowił skupić się na reportażu. 
W ramach pracy reporterskiej latał do Afryki. Podczas lądowania 12 grudnia 1968 w mieście Lusaka w Zambii jego samolot stanął w płomieniach; nikt nie przeżył.

## Wybrana filmografia
- 1953: Miłość w mieście (L’amore in citta), segment Agenzia matrimoniale, Un jako dziennikarz
- 1953: Kochankowie z Villa Borghese (Villa Borghese) jako marynarz
- 1953: Afryka pod wodą (Africa sotto i mari) jako Pierluigi
- 1954: Karuzela neapolitańska (Carosello napoletano) jako don Armando
- 1955: Rzymskie opowieści (Racconti romani) jako Otello
- 1955: Panienki z międzymiastowej (Le signorine dello 04) jako Andrea
- 1955: Dziewczęta z San Frediano (Le ragazze di San Frediano) jako Bob
- 1955: Chleb, miłość i... (Pane, amore e...) jako Nicolino
- 1955: Piękna Rzymianka (La bella di Roma) jako Mario
- 1956: Bohaterka dnia (La donna del giorno) jako Giorgio Salustri
- 1957: Siostra Letycja (Suor Letizia) jako Peppino
- 1957: Zdarzyło się w Rzymie (Souvenir d’Italie) jako Gino
- 1958: Miedza (La mina) jako Stefano
- 1958: Młodzi małżonkowie (Giovani mariti) jako Ettore
- 1959: Ciao, ciao, bambina jako Ricardo Branca
- 1960: Wakacje na Majorce (Brevi amori a Palma di Majorca) jako Ernesto
- 1962: Jessica jako Gianni Crupi
- 1962: Dzieci kapitana Granta (In Search of the Castaways) jako wódz Indian
- 1964: Giuseppe w Warszawie jako Giuseppe Santucci